# Klenčí pod Čerchovem
Klenčí pod Čerchovem település Csehországban, a Domažlicei járásban. Klenčí pod Čerchovem Ždánov, Trhanov, Postřekov, Nemanice, Chodov, Česká Kubice, Díly és Draženov településekkel határos. Lakosainak száma 1459 fő (2024. január 1.).

## Népesség
A település lakosságának változását az alábbi diagram mutatja:
| Lakosok száma | 2089 | 1899 | 1950 | 1078 | 1070 | 1251 | 1322 | 1335 | 1326 | 1459 |
|               | 1869 | 1890 | 1921 | 1950 | 1980 | 2001 | 2017 | 2019 | 2022 | 2024 |